# Storia di Darmstadt

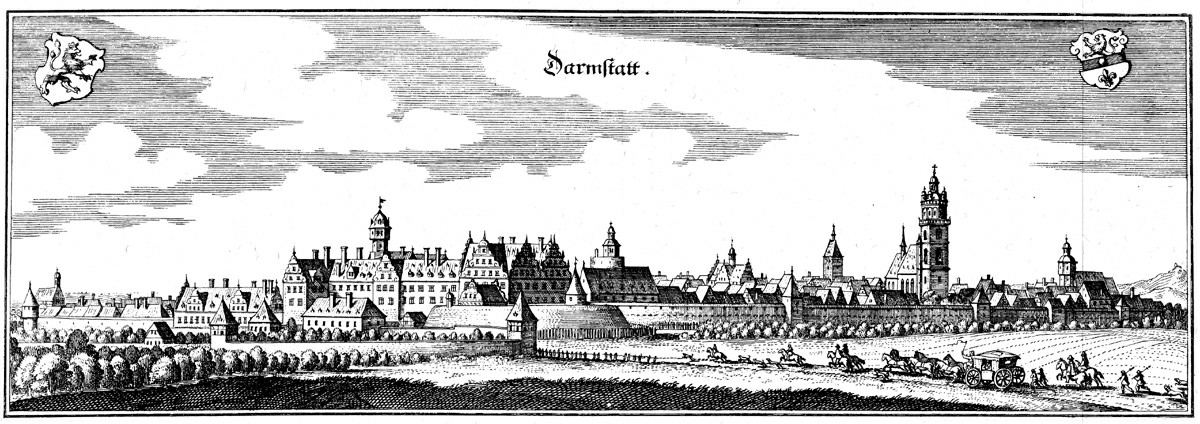
Darmstadt - pagina della Topographia Hassiae di Matthäus Merian 1655

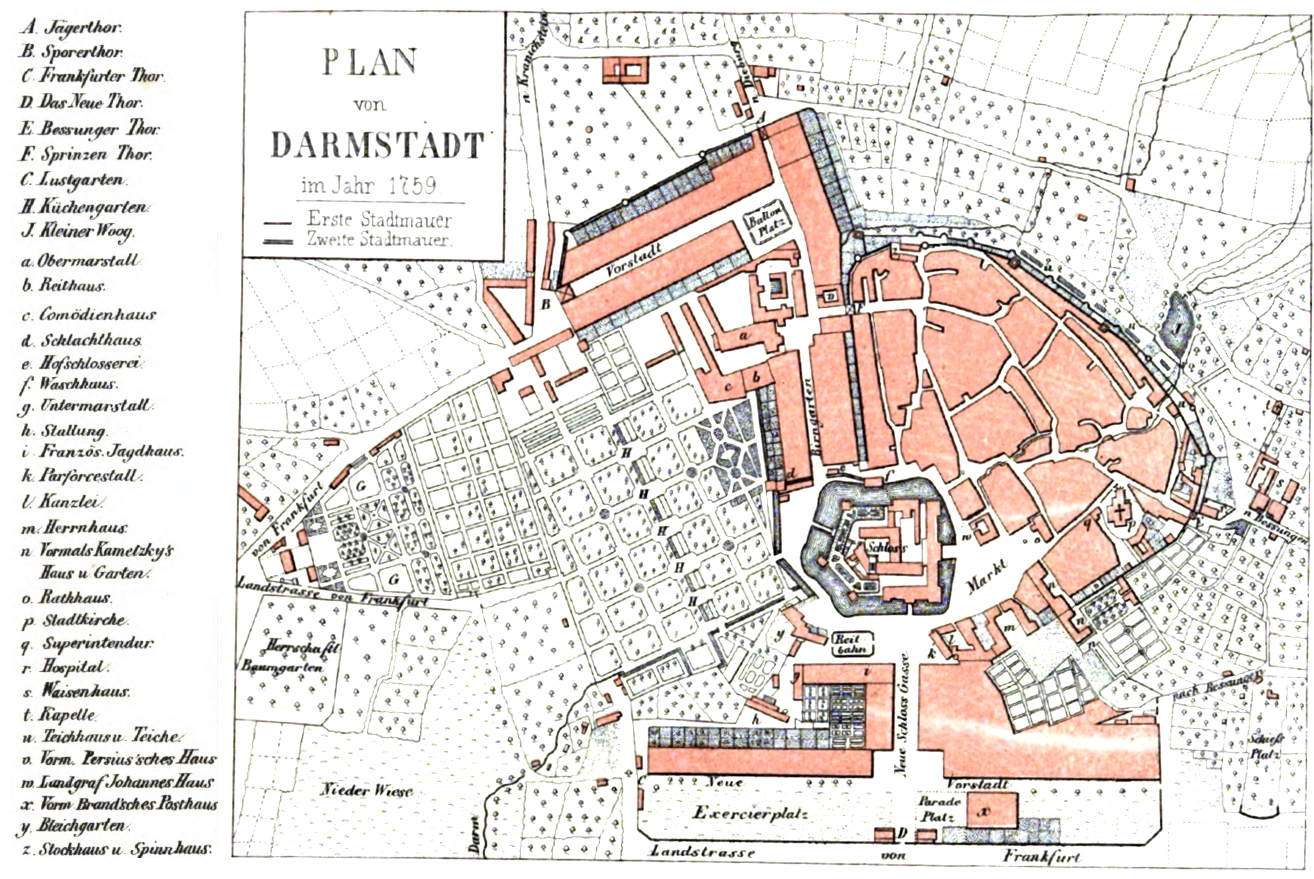
La più antica mappa di Darmstadt, circa 1759, di (Kaspar Ludwig) Bettenhäuser. (Nota: è orientata con l'est in alto)

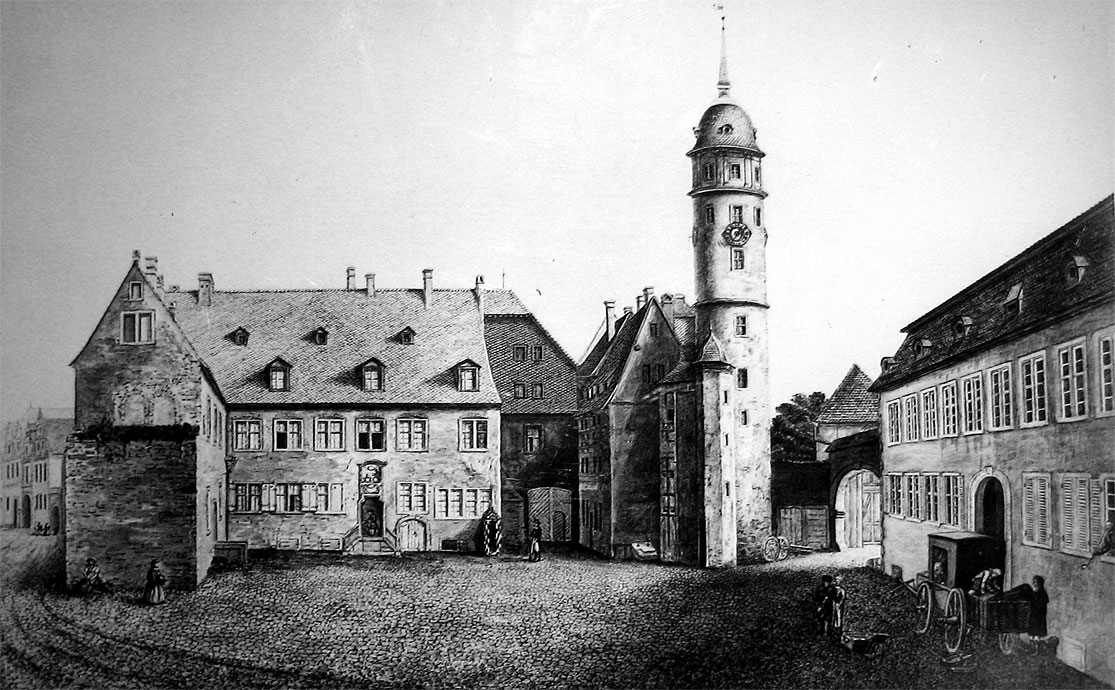
Palazzo del signore, torre bianca e ufficio postale nel 1800

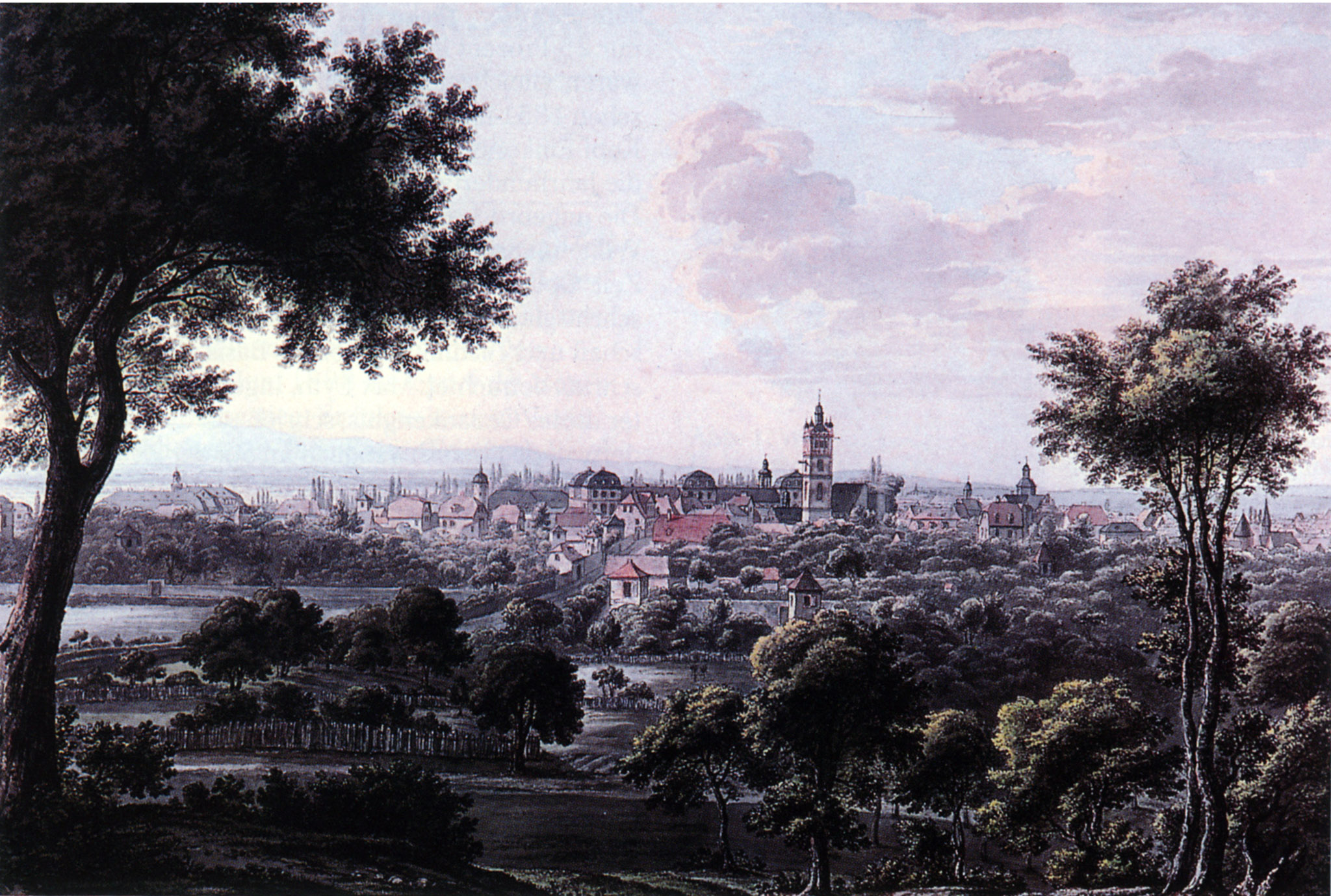
Darmstadt nel 1816.
Acquerello di Johann Heinrich Schilbach

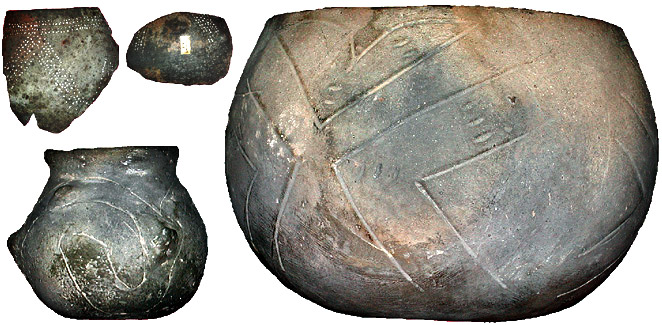
Ceramica lineare. "I recipienti sono globi schiacciati, sezionati in alto e leggermente appiattiti sul fondo, richiamando la forma di una zucca."
(Frank Hibben). Da notare l'imitazione delle bande dipinte incidendone i bordi. La ceramica decorata a punzone della fase tarda è visibile all'angolo superiore sinistro.

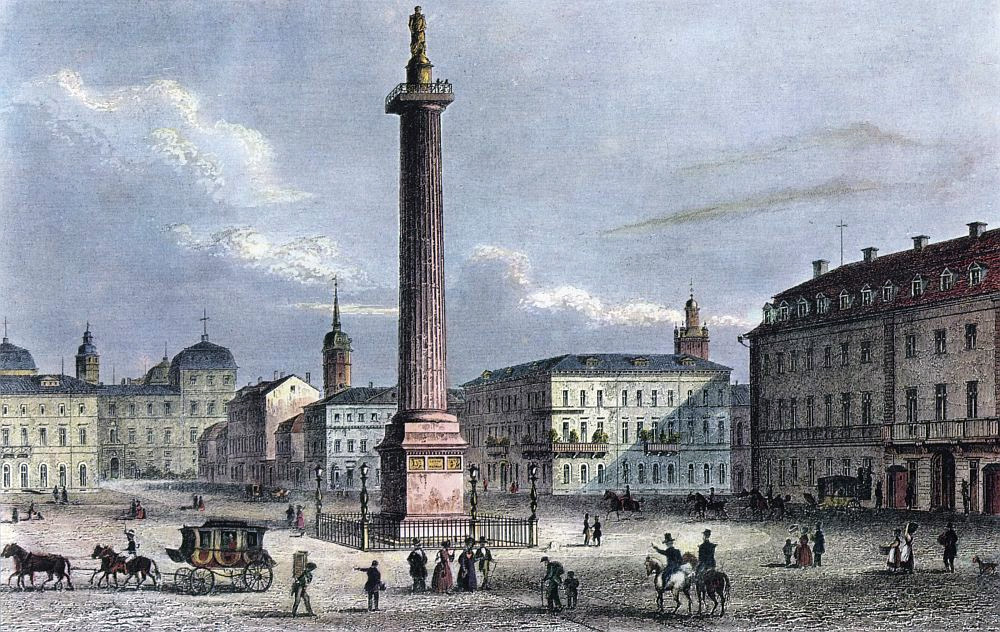
Ludwigsmonument nel 1840

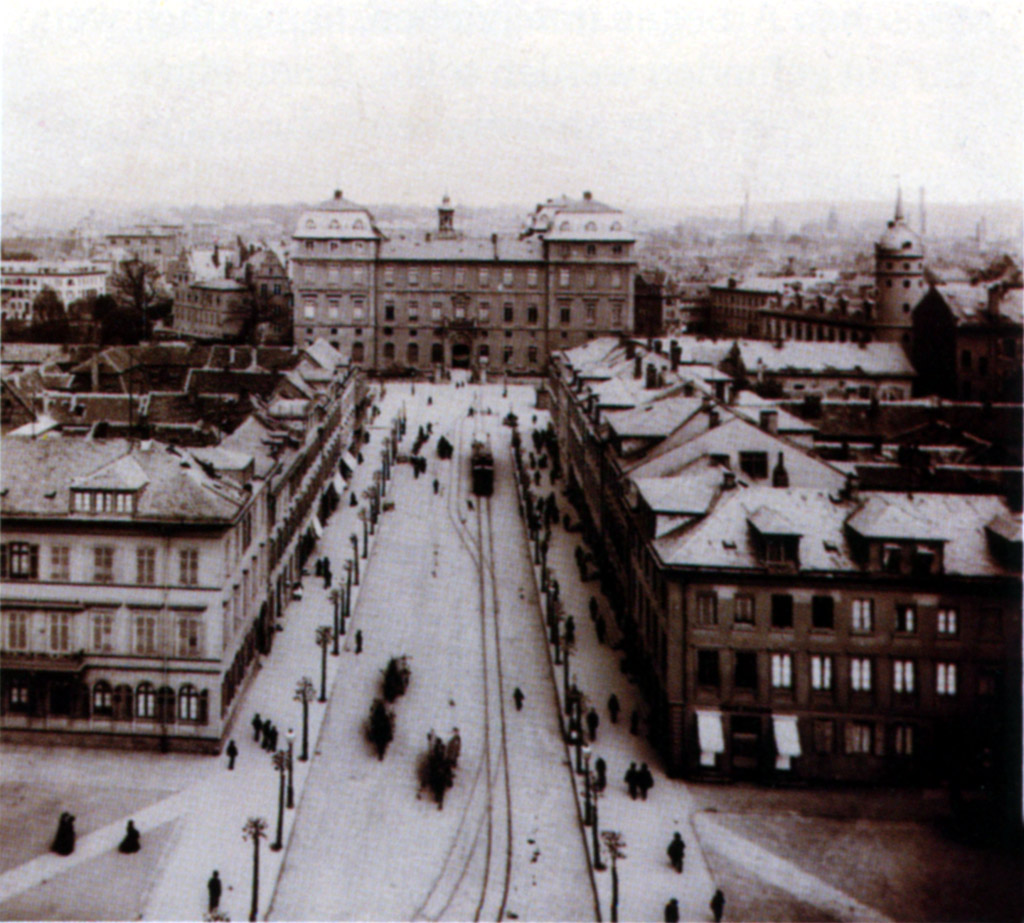
Darmstadt nel 1866

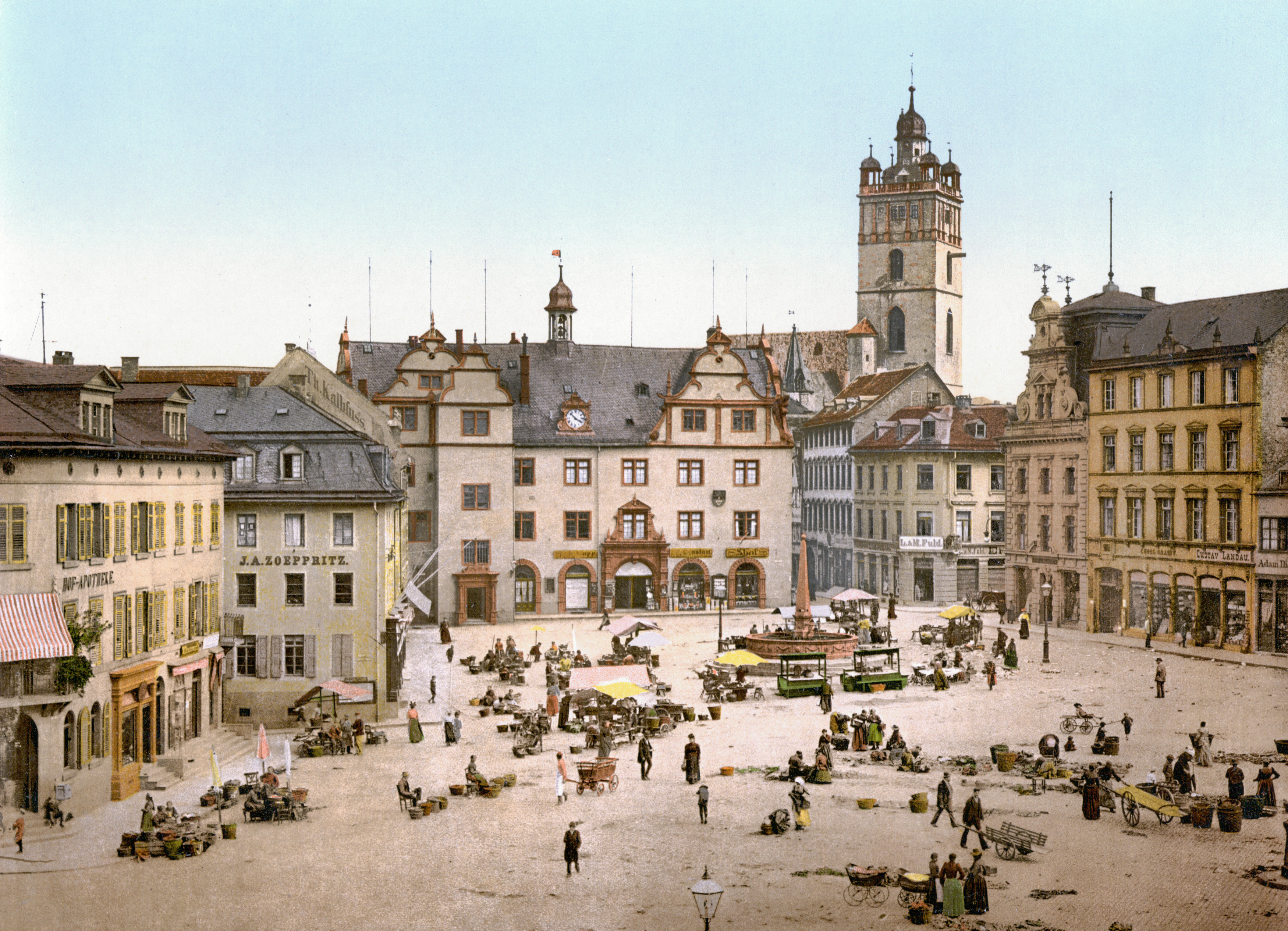
Darmstadt nel 1900

La città di Darmstadt sorse nel Medioevo da un insediamento franco. Dopo la divisione dell'Assia nel XVI secolo, Darmstadt fu città residenziale e centro politico dell'Assia-Darmstadt, in seguito la capitale dell'ottocentesco Granducato d'Assia; dopo la fine dell'Impero germanico, fu capitale dello Stato popolare d'Assia. Con la costituzione del Land dell'Assia tuttavia Darmstadt perse importanza sul piano politico e amministrativo perché fu la più grande Wiesbaden a esserne scelta come capitale, malgrado quest'ultima fosse stata pressoché distrutta nel corso dell'ultimo conflitto mondiale.

## Dalla preistoria all'800 d.C. circa
Attività connesse ad insediamenti umani nell'area di Darmstadt dal Neolitico al primo millennio d.C. sono documentate da ritrovamenti archeologici, tombe e suppellettili funerarie. La storia di questi iniziali insediamenti era decisamente più influenzata da fattori geografici che quelli di epoche successive. L'aspetto principale dell'area di insediamento era caratterizzato dalla sua ubicazione nel sistema montuoso del Reno superiore. La sua fascia pedemontana settentrionale, costituita dal fronte digradante dell'Odenwald di Darmstadt, va da nord fino al livello superiore, ma ad ovest presenta un limite distinto. Tra questo fiume ed il Reno, che scorre ad ovest, c'era un sentiero naturale, la Bergstraße. Oltre alla felice collocazione dell'area all'estremità nord di questa strada e di altri percorsi utili, furono decisivi i ramificati meandri degli antichi alvei del Reno e del Neckar, che in origine si congiungevano all'altezza di Trebur. Già nell'era glaciale si iniziarono ad accumulare depositi sabbiosi nelle dune, che in molti posti formano la transizione dal livello del Reno all'Odenwald. Tali dune e pendii erano un riparo naturale dalle piene e quindi creavano i presupposti di un insediamento permanente. Vi sono sporadici ritrovamenti che provano la presenza di una qualche civiltà umana tra il V ed IV millennio a.C. Agricoltori della cultura della ceramica lineare discesero dalla Wetterau lasciando tracce individuali. La successiva cultura di Rössen probabilmente proveniva dalla Wetterau. La cultura di Michelsberg, che fu assorbita a bassa densità da sud, lasciò poche testimonianze. Per tutte e tre le culture agricole del neolitico, è difficile formulare una stima sia in termini quantitativi sia qualitativi, per il basso numero di agglomerati rinvenuti.
Dal 2000 a.C. circa, quando la maggior parte delle popolazioni passò alla lavorazione dei metalli, sono state rinvenuti manufatti della cultura della ceramica cordata e della cultura del vaso campaniforme. Gli appartenenti alla prima cultura, detti "popolo dell'ascia", si espansero dalla Turingia al Meno, e, grazie alla loro superiorità militare, espulsero i precedenti abitatori. A nord di Arheilgen e Kranichstein sono reperibili tracce di sepolture individuali a tumulo, usanza che fu introdotta da loro. All'incirca nello stesso periodo migrarono dall'Europa occidentale gli uomini del "vaso campaniforme", caratterizzati dall'uso dei primi strumenti in rame. L'analisi di numerosi ritrovamenti fa ritenere che i nuovi arrivati, a loro volta, spazzarono via dal territorio (odierno) di Darmstadt la gente "dell'ascia". Nel 1926 fu scoperta un'importante necropoli. La salma meglio conservata, un giovane deposto nella tipica posizione rannicchiata, rappresenta il "più antico cittadino di Darmstadt" nell'esposizione dell'Hessisches Landesmuseum Darmstadt.
Dall'inizio dell'Età del bronzo (1600 a.C.—1200 a.C.) la presenza della cultura dei tumuli si desume dal gran numero di inumazioni collocate sotto colline artificiali. Ricchi ritrovamenti di ceramiche, gioielli ed armi, oltre a diversi pezzi pregevoli in ambra dalla costa orientale o bracciali dalla Slesia, testimoniano una prima fioritura culturale. A Wixhausen sono emersi i primi oggetti per la casa di quest'epoca.
Dopo il 1200 a.C. avvennero diversi cambiamenti sociali e culturali. L'agricoltura subentrò alla pastorizia, si affermò la cremazione dei defunti, le cui ceneri venivano raccolte in specifici campi di urne. Questa civiltà, chiamata appunto cultura dei campi di urne, possedeva un alto livello di abilità tecnica, attestata dai più raffinati ritrovamenti di ceramiche per uso pratico, oltre a gioielleria ed altri pezzi artistici.

## Da villaggio a città e residenza secondaria (dall'800 circa al 1479)

### Origini (dall'800 AD – al 1330 AD)
La città di Darmstadt fu probabilmente fondata nell'VIII o IX secolo dai Franchi. All'epoca la zona era senza dubbio sottosviluppata. Darmstadt, ad ogni modo, non entrò nelle cronache storiche che non alla fine dell'XI secolo, quando il conte Sigebodo, membro della casata Reginbodonen, mise gli occhi su Darmundestat.
In principio Darmstadt faceva parte del Wildbann Dreieich (una riserva di caccia nella regione storica del Maingau). Il villaggio, in quanto parte della contea Darmstadt-Bessungen, rientrò nel 1002 sotto il dominio della diocesi di Worms e infine nel 1009 in quello dell'arcidiocesi di Bamberga, finché dal 21 giugno 1013 costituì una parte importante della diocesi di Würzburg, e tale Darmstadt rimase fino al Reichsdeputationshauptschluss del 1803 (cioè poco prima della dissoluzione del Sacro Romano Impero).
A metà del XIII secolo i conti di Katzenelnbogen costruirono nei pressi di Darmstadt un castello sull'acqua. Per la difesa del lato meridionale del castello gradualmente si insediarono dei cavalieri. Poiché l'originaria popolazione contadina viveva ad est del castello, c'erano due distinti abitati a cavallo del fiume Darmbach, e presumibilmente erano amministrati da due sistemi indipendenti.

### Statuto urbano e costruzione delle mura (1330–1479)
Il 23 luglio 1330 l'imperatore Ludovico di Baviera concesse al conte Wilhelm I von Katzenelnbogen il titolo di città per Darmstadt. Si trattava di un privilegio attribuito strettamente al conte stesso, quindi né la città, né i suoi abitanti o la relativa nobiltà feudale potevano accampare alcuna pretesa al proposito. A causa delle inerenti agevolazioni fiscali, comunque, quello che era stato un centro abitato di scarso rilievo iniziò a crescere rapidamente, e l'intera economia dei dintorni fu attratta dal mercato di Darmstadt, mentre quest'ultima poteva iniziare a confrontarsi con le maggiori e più antiche di città di Francoforte, Worms e Spira.
Darmstadt insiste direttamente sulla parte settentrionale della Bergstraße, il che le donò un immenso vantaggio economico rispetto ad altre città della regione, come ad esempio Reinheim, che furono presto superate da Darmstadt per importanza politica. Inoltre, Darmstadt aveva già assunto un certo rilievo all'epoca dei franchi. Ma fu l'edificazione del castello sull'acqua da parte dei conti Von Katzenelnbogen a rappresentare un punto di svolta, oltre alla citata strada montana nell'odierna località di Bessungen. La combinazione di questi due fattori, la fortunata collocazione diretta sulla Bergstraße, unita alla costruzione di un castello sull'acqua, rappresentò la pietra angolare della fioritura economica e politica vissuta dalla città nell'era dei Katzenelnbogen.
Nel periodo seguente, dopo la concessione dello statuto comunale, fu costruita solo la parte interna delle mura cittadine, che abbracciava il centro storico in senso stretto, e a causa dello spazio sempre più scarso per le esigenze di una città in costante crescita, i due nuclei di urbanizzazione presero a svilupparsi in graduale simbiosi. Per il completamento delle mura con un anello interno ed uno esterno ci vollero circa cent'anni.
Il governo locale della città era assicurato da un collegio di 14 membri presieduto da uno scoltetto. Questo organico piuttosto inconsueto per una rappresentanza civica (di solito i membri erano stabiliti in un numero con riferimenti religiosi, come sette o dodici) è probabilmente legato alla grande distanza sociale tra il contadino Oberndorf ("villaggio superiore") ed il nobile Unterdorf ("villaggio inferiore"). Si suppone che in origine ci fossero solo sette consiglieri preposti all'Oberndorf e tale numero sia stato semplicemente raddoppiato quando fu costruito l'Unterdorf per accogliervi gli abitanti del borgo.
Il potere cittadino era saldamente nelle mani di poche famiglie, i cui membri conservavano un ufficio per tutta la vita, e generalmente lo lasciavano in eredità a loro parenti. Alcuni indizi lasciano pensare che questo sistema provocasse tensioni nel villaggio. Sembra che in questo modo gli interessi dei cittadini non trovassero una rappresentazione adeguata. Per tener conto della volontà cittadina, il conte Philipp il Vecchio Von Katzenelnbogen nel 1457 ordinò che l'organico del consiglio municipale fosse esteso a 14 membri, tutti eletti dalla comunità. Tuttavia, l'influenza dell'organo preesistente era evidentemente così grande che questa nuova organizzazione si realizzò solo in forma attenuata con l'introduzione dell'ufficio dei "Quattro". Questo quadrunvirato, come suggerisce il nome, era la rappresentazione degli interessi dei cittadini. Erano eletti direttamente dai cittadini.
Nel corso dei secoli XIV e XV i conti di Katzenelnbogen ristrutturarono il castello ripetutamente, finché a metà del XV secolo divenne un palazzo di residenza signorile. Darmstadt divenne sede secondaria dei Katzenelnbogen, ed attraversò una fase iniziale di grande sviluppo già quando la contessa Else di Katzenelnbogen nel 1385 durante la sua vedovanza vi istituì una corte "principesca". Dopo la prematura scomparsa del conte Philipp il Giovane nel febbraio 1453, la sua vedova, contessa Ottilie, lasciò la corte con due cuochi, due fornai, un maestro di corte, falconieri, conduttori di cani da caccia, voliere, lontre, uno stemma araldico e molti musicisti di corte.
Nel 1479 si estinse la casata dei Katzenelnbogen; Darmstadt cadde in mano di Enrico III d'Assia e ristagnò per decenni. Malgrado il castello e le mura cittadine, la struttura sociale era più affine a quella di un villaggio contadino. La storia del Palazzo signorile in Oberfeld (Darmstadt) lo testimonia.

## Langraviato (1479–1806)

### Gli ultimi anni di unità assiana (1479–1567)
Dopo la morte dell'ultimo conte di Katzenelnbogen, Darmstadt cadde in potere del langravio Enrico III di Assia. La città, dal prestigio di una significativa residenza secondaria, fu così retrocessa a mero avamposto del centro assiano di Kassel.
L'evento più importante in questa fase iniziale del langraviato fu la conferma di tutti i privilegi delle città concessa dal langravio Guglielmo III il 10 agosto 1489. Contrariamente alla normativa precedente, la giurisdizione civile e commerciale non era più legata ai conti in carica, ma rimessa all'amministrazione della città stessa. In cambio la città era però chiamata a sostenere il langraviato patrimonialmente, per esempio garantendone i debiti, e subiva pertanto un ovvio danno economico,  data la a volte poco brillante situazione finanziaria del langraviato che veniva trasferita a suo parziale carico.

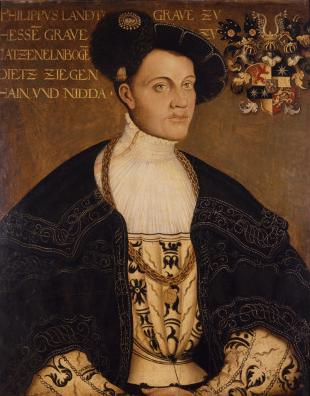
Filippo il Magnanimo

Vi furono mutamenti significativi per Darmstadt a partire dal governo del langravio Filippo I d'Assia (detto Il Magnanimo) nel 1518. Lo stesso anno la città subì l'attacco di Franz von Sickingen, un "signore della guerra" che voleva estorcere al langravio un'ingente somma di denaro. La cinta muraria cittadina, pur relativamente recente, risultò comunque irrimediabilmente obsoleta sul piano tecnico e non poté resistere all'assedio per molto tempo. Il castello fu distrutto per la prima volta, e la città dovette impegnarsi duramente per riparare le devastazioni patite. Ad ogni modo, le ricostruzioni ripristinarono appena l'assetto preesistente all'aggressione, dovendosi rinunciare fatalmente ad un'ampia modernizzazione dei sistemi difensivi. Di conseguenza, nel 1547 Darmstadt fu nuovamente espugnata dalle truppe imperiali nel contesto della guerra di Smalcalda. Gran parte del castello e della città fu nuovamente demolita.
Una delle cause di questa guerra fu la Riforma. Il langravio Filippo il Magnanimo l'aveva introdotta in Assia nel 1527, in tal modo esponendosi all'ostracismo dell'imperatore Carlo V. Le conseguenze di questa disputa continuarono a penalizzare Darmstadt, sebbene il langravio Filippo tentasse molto più dei suoi predecessori di rafforzare il potere economico della città. Ci fu pure una certa ripresa dell'importanza politica, molte conferenze e molti negoziati diplomatici ebbero luogo a Darmstadt sotto il regno di Filippo.
C'era ancora una grande differenza tra l'amministrazione municipale e la cittadinanza. Molte cariche erano sdoppiate. Per esempio, c'erano sempre due sindaci, un cosiddetto "sindaco del consiglio", che era eletto dai consiglieri per un anno, ed un sindaco "junior" o sotto-sindaco, eletto dalla cittadinanza per un anno. Di conseguenza c'erano sempre tensioni tra il consiglio cittadino e la cittadinanza, che non era rappresentata adeguatamente nel consiglio.

### Fase fondante del lanvgraviato d'Assia-Darmstadt (1567–1596)

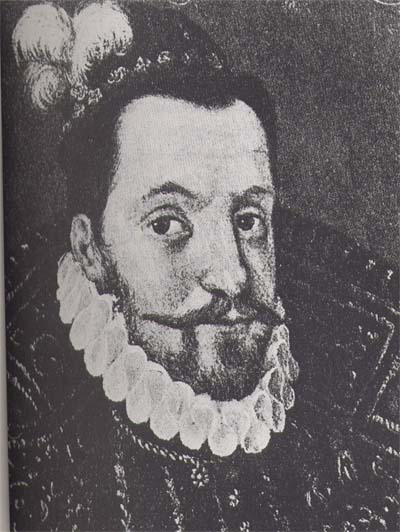
Langavio Georgio I

Alla morte del langravio Filippo il Magnanimo nel 1567, l'Assia fu spartita tra i suoi quattro figli. Il langravio Giorgio I (il Pio) fondò la linea dinastica assiana di Assia-Darmstadt e trasformò Darmstadt da avamposto in città residenziale di pregio.
In principio sotto la tutela del fratello Luigi IV d'Assia-Marburgo si terminò la ricostruzione del castello e l'edificazione della nuova sede comunale, e fu emanata una normativa commerciale. Giorgio stesso in seguito consolidò il bilancio, riorganizzò l'amministrazione, riformò e centralizzò la giurisdizione e svolse un'intensa attività urbanistica. Pertanto nel 1590 ebbe origine l'antico sobborgo di Magdalenenstraße. Il castello fu ampliato ancora.
Sul piano della politica estera fu un momento abbastanza felice per Darmstadt, che, regnante Giorgio I, fu risparmiata dalle guerre. Questo ebbe un comprensibile effetto positivo su economia, prosperità e andamento demografico, su cui si registrarono rapidi aumenti. Giorgio I impose come requisito per la conferma il fatto di aver frequentato la scuola, dando de facto impulso all'istruzione obbligatoria. Nel 1591, dopo anni di trattative con i suoi fratelli, riuscì a completare la divisione di Assia-Darmstadt (sancendone la sovranità) dagli altri territori già appartenuti a Filippo il Magnifico, quando il cancelliere Johann Kleinschmidt emanò la costituzione. In tal modo Darmstadt fu inesorabilmente legata alla capitale permanente del territorio della dinastia "georgiana", benché successivamente gran parte degli originari territori assiani ricadessero nel dominio dei granduchi.
A partire dal 1582 la città fu scossa da tensioni sociali, incarnate dall'isteria collettiva della caccia alle streghe, con circa 40 donne e un ragazzo chiamato Wolf Weber condannati per stregoneria e giustiziati. Sempre in quest'epoca vi furono numerose epidemie di peste, che solo nel 1585 uccise un decimo abbondante della popolazione cittadina.
Queste ultime, comunque, indussero Giorgio a creare i primi elementi di un sistema sociale istituendo un ricovero comunale per i poveri nel 1592 e nel 1594 creando un orfanotrofio nel castello.
Malgrado la persecuzione delle streghe e le ondate di peste, la popolazione raddoppiò durante il regno di Giorgio.

### Guerra dei trent'anni, peste e fame (1597–1661)
Il figlio e successore di Giorgio, Luigi V (Il Fedele), dapprima proseguì l'opera di ricostruzione e di erezione di nuovi edifici intrapresa dal padre, e così Darmstadt continuò a crescere. Per Darmstadt, però, si avvicinavano tempi duri, a partire nel 1618 dalla guerra dei trent'anni, che a dire il vero ebbe un prologo dal 1604 per la forzatura dell'Assia-Kassel nella successione di Assia-Marburgo.
A partire dal 1630 la situazione si inasprì, con il langravio Guglielmo V d'Assia-Kassel si alleò, in quel conflitto, con il re Gustavo II Adolfo di Svezia. Mentre il langravio di Darmstadt, al tempo Giorgio II, figlio di Luigi, stava (tiepidamente, invero) dalla parte dell'imperatore, gli svedesi ed Assia-Kassel gli si contrapponevano nella disputa. L'imperatore, invocato nella contesa di Marburgo, faceva pressioni su Giorgio II per coinvolgerlo maggiormente. Giorgio lasciò allora Darmstadt per Gießen, ritenendo più sicura quest'ultima località, e non fece ritorno fino al 1649, terminata la guerra. 

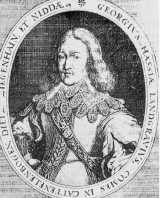
Il langravio Giorgio II di Assia-Darmstadt

Durante il regno di Giorgio II nel 1626, cambiò la situazione delle minoranze residenti in città, specie per gli ebrei. Benché discriminati come in qualunque altro posto del regno, sotto il governo di Giorgio I avevano ancora dei diritti garantiti, e riuscivano ad esercitare i loro commerci con una certa facilità. La guerra, tuttavia, esasperò il rapporto tra ebrei e cristiani, poiché nella critica situazione economica gli ebrei erano diventati dei concorrenti sgraditi.
Appena assunto il suo ufficio, Giorgio II chiese a tutti gli ebrei di lasciare il paese. Aveva l'appoggio del consiglio comunale, che reclamava la "abolizione degli ebrei", sicché Giorgio fissò la data del 1 agosto 1627, dopo la quale nessun ebreo sarebbe stato autorizzato a "farsi vedere ancora a Darmstadt". Con il conforto però di una sentenza del Reichskammergericht, che convalidava il loro status legale, gli ebrei riuscirono a scongiurare l'espulsione, cosicché Giorgio dovette, con lo Judenordnung del 20 febbraio 1629, ripristinare i loro diritti, sebbene limitati da pesanti restrizioni.
Dopo la peste che era dilagata a Darmstadt nell'inverno 1632-'33 provocando più di duemila morti entro il 1635, i francesi attaccarono la città per alcune settimane, distruggendo grossi villaggi, saccheggiando le periferie e appiccando incendi. I raccolti andarono falcidiati, e divampò un'ovvia carestia. Nel 1639 la città venne riconquistata, questa volta dai bavaresi, e di nuovo patì devastazioni.
Mentre il langravio se ne stava al sicuro, la situazione a Darmstadt migliorò sensibilmente. I rifugiati dai villaggi circostanti cercavano rifugio tra le mura urbane che credevano sicure, ma in tal modo offrivano nuovo terreno fertile alla peste. Nell'aprile 1647 le truppe francesi invasero la città senza incontrare resistenza. Per approvvigionare gli occupanti Darmstadt si ridusse quasi al lastrico, tanto che anche il consiglio comunale aveva ufficialmente annunciato il prossimo dissesto della città depauperata. La sua buona posizione sulla Bergstraße, che in principio aveva propiziato l'ascesa di Darmstadt, adesso era una sciagura per la città, dato che le truppe, in costante spostamento, si acquartieravano in città, quasi strangolandola sul piano economico.
La vera ripresa di Darmstadt non iniziò prima della pace di Vestfalia. L'immediato dopoguerra si caratterizzò per la lenta ricostruzione e alcune meschine diatribe tra il langravio ed il consiglio cittadino. Quest'ultimo soffrì sempre maggiori compressioni dei suoi diritti per opera del langravio, presagio dell'imminente assolutismo.

### Pace e rinnovato sviluppo (1661–1688)

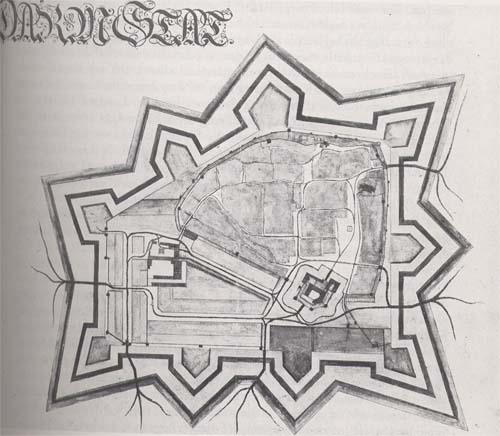
Progetto non realizzato per ingrandire Darmstadt in forma di città-fortezza

Con Luigi VI dal 1661 ritornò non solo un periodo di pace, ma anche di ripresa economica. L'attività edilizia ricominciò a crescere e si diffuse la prosperità. Da quando nel 1659 Giorgio II aveva aderito alla lega del Reno, sorsero tensioni di politica estera che sembravano consigliare un consolidamento delle difese di Darmstadt. Quindi, Luigi ordinò dei progetti per eseguire la ricostruzione di Darmstadt trasformata in fortezza. Alla fine, però, furono realizzate solo modeste migliorie alle difese urbane.
Luigi continuò ad accrescere i privilegi principeschi, come già fatto dal suo predecessore. Il quasi completo esautoramento delle magistrature locali limitò drasticamente i diritti dell'amministrazione cittadina. Divenne sempre più difficile contrastare un diritto di scelta (Auswahlrecht) del langravio in ogni elezione del consiglio cittadino. Il langravio era libero di scegliere quale proposto candidato confermare, rendendo superflua la votazione dei membri del consiglio. Il langravio, con la proposta di una nuova costituzione, che si sarebbe introdotta più tardi, riuscì a coronare la sua occupazione del consiglio cittadino.
Luigi VI morì il 24 aprile 1678. Poiché il suo successore e figlio Luigi VII pochi mesi dopo soccombette ad un'infezione di shigellosi, lo scettro passò a Ernesto Luigi che aveva appena 10 anni, determinando la reggenza della madre, Elisabetta Dorotea di Sassonia-Gotha-Altenburg. Ella proseguì lo sviluppo positivo della città già promosso dal defunto coniuge, tra l'altro completando la costruzione dei sobborghi.

### Assolutismo, declino economico e prima fioritura culturale (1688–1790)

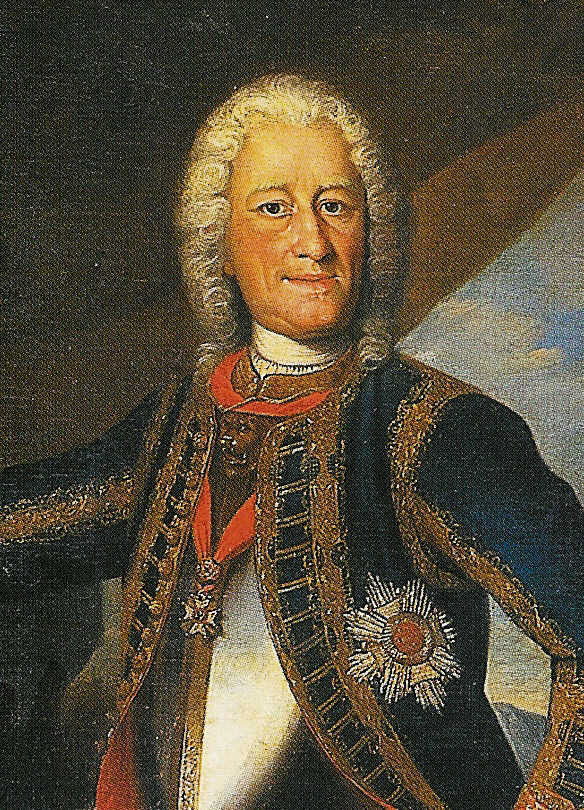
Il langravio Ernesto Luigi di Assia-Darmstadt

Successivamente, nel 1688, Ernesto Luigi assunse effettivamente il potere e la situazione di politica estera peggiorò. Ancora una volta, prestò il fianco al sospetto di malversazioni, trascurò di proteggere la città e, come Giorgio II, regnò da Gießen. Cercò di far valere i principi dell'assolutismo nel suo stato, il che per Darmstadt significò un'ulteriore compressione dei diritti suo consiglio comunale.
Nel 1693 i francesi attaccarono Darmstadt e distrussero il maschio del castello e parte delle mura attorno alla torre bianca. Per questo motivo Ernesto Luigi costruì la "nuova periferia" a partire dal 1695. Darmstadt finì per trasformarsi da centro agricolo a città di residenza.
Nel 1698 la situazione di politica interna migliorò ed Ernesto Luigi rientrò a Darmstadt con la sua corte. Già in precedenza aveva iniziato ad espandere ulteriormente la città. Dispose anche la costruzione di numerosi edifici di rappresentanza. Dopo che la cancelleria del castello era stata distrutta da un incendio nel 1715, Ernesto Luigi incaricò Louis Remy de la Fosse (che aveva già concepito la orangerie nella località di Bessungen) di progettare un nuovo castello barocco con quattro vaste ali per rimpiazzare il vecchio castello. Però, fino al 1726 furono completate solo due ali.
Ernesto Luigi perseguì inoltre numerose riforme politiche di stampo illuminista nel contesto dell'assolutismo monarchico: fu progettata l'accoglienza degli ugonotti, concesso — nonostante una considerevole resistenza da parte del consiglio cittadino — agli ebrei di celebrare i loro riti religiosi e successivamente di costruire una sinagoga, mentre ai cattolici fu occasionalmente consentito di svolgere pratiche religiose in forma privata.
Va detto pure che Ernesto Luigi governò con uno sfarzo insostenibile per le casse erariali e condusse il paese quasi sul lastrico. Alla fine della sua vita, la situazione finanziaria era così disastrosa che il langravio ricorse perfino agli alchimisti nel tentativo di trasformare il piombo in oro, ricerca che produsse soltanto ulteriori spese. Quando morì, nel 1739, il debito nazionale superava i 4 milioni di Gulden.

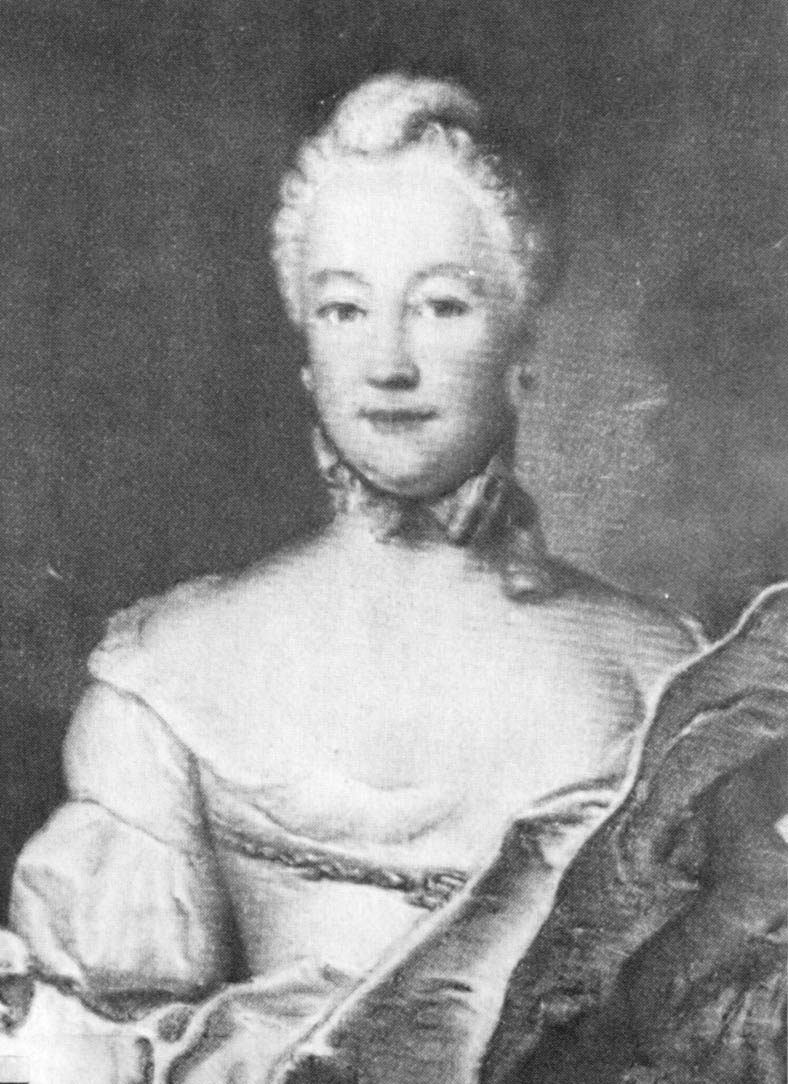
Carolina d'Assia-Darmstadt

Il successore di Ernesto Luigi, Luigi VIII, bloccò l'ulteriore espansione della città. In compenso, spese cifre spropositate per ingrandire la sua squadra di caccia. Già Ernesto Luigi aveva dilapidato una fortuna per le sue velleità venatorie, rendendo inutilizzabili vasti appezzamenti. Con Luigi VIII questa tendenza fu rafforzata e determinò un aggiuntivo dissanguamento delle finanze pubbliche, senza parlare dei danni inflitti ad estensioni di terreno ancora maggiori, che come al solito divennero impraticabili all'agricoltura.
Luigi IX, che divenne langravio nel 1768, promosse un piano di austerità per la città. Per Darmstadt, il regno di Luigi IX fu politicamente poco rilevante, posto che il nuovo signore aveva spostato la sede del governo a Pirmasens.
La moglie di Luigi IX, Carolina d'Assia-Darmstadt, che, al contrario del marito, spesso risiedeva a Darmstadt, diede vita alla prima fioritura culturale della città. Dal 1771 in poi raccolse intorno a sé il cosiddetto "circolo dei sentimentalisti", tra cui spiccava il giovane Goethe. Questo mecenatismo le valse il benevolo soprannome di gran langravia.
Il langravio (vero), dal canto suo, non tenne fede ai suoi propositi di austerità, in particolare esagerando con le costruzioni militari. Al contempo, non aveva la più pallida idea della drammatica situazione finanziaria della città, tanto che ad esempio demolì un palazzo completato nel 1769, per ricostruirlo in una nuova, elefantiaca e dispendiosa forma.
In politica, Luigi IX realizzò riforme attese da lungo tempo. Spostò grosse parti di caserme che avevano una pesante incidenza sull'economia della città. Abolì la tortura nei processi penali e rinnovò il sistema scolastico.

## Granducato d'Assia (1806–1918)

### Fine del langraviato, inizio del granducato (1790–1815)

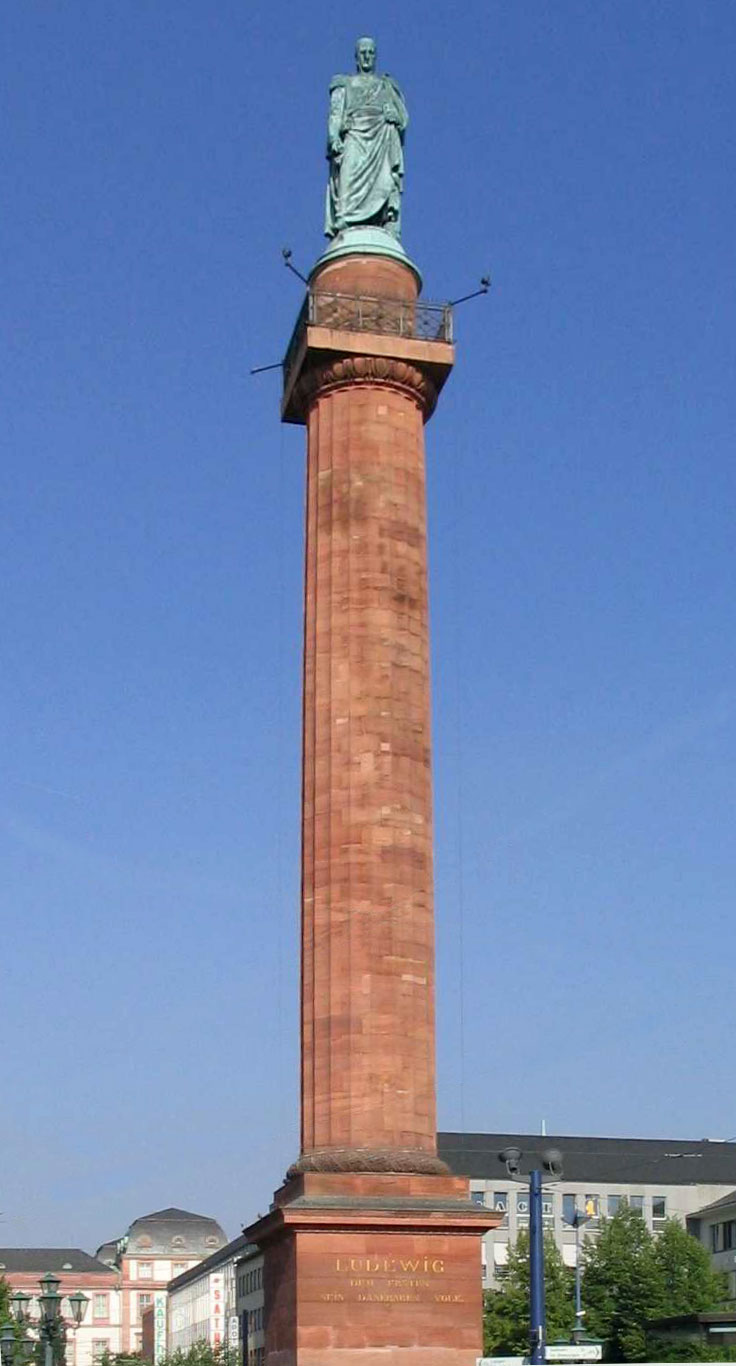
Ludwigsmonument in onore del granduca Luigi I (d'Assia)

Luigi X entrò in carica nel 1790 e riportò daccapo la sede del governo a Darmstadt. Incalzato dall'illuminismo, agli esordi del suo regno, permise di nuovo ai cattolici di professare liberamente la loro religione. Pochi anni dopo, consentì agli ebrei di diventare proprietari di immobili. Nel 1796, per la prima volta un ebreo ottenne la cittadinanza.
Con il Reichsdeputationshauptschluss del 1803 l'Assia-Darmstadt ottenne grandi estensioni di territorio. Nel 1806 il langravio Luigi aderì alla Confederazione del Reno e fu nominato granduca da Napoleone I. Da quel momento egli assunse il titolo di Luigi I di Assia-Darmstadt e del Reno.
Durante il regno del primo granduca la popolazione si accrebbe intensamente e Georg Moller (architetto e pianificatore urbano) iniziò nel 1810 la fondazione della cosiddetta Mollerstadt (distretto di Rheintor/Grafenstraße) ad ovest del castello, in cui si trasferì presto la fascia più benestante della popolazione, laddove il centro storico subì una qualche decadenza. Moller costruì pure alcuni edifici di prestigio come il teatro d'opera di corte all'Herrngarten (l'odierno  Hessische Staatsarchiv Darmstadt) e la Ludwigskirche.

### Vormärz e industrializzazione (1815–1871)
Il granduca Luigi I inizialmente perseverò nell'assolutismo, ma nel 1820 promulgò una costituzione, che introduceva un sistema bicamerale e prefiggeva la riduzione del debito quale obiettivo costituzionale. Il sistema elettorale era complicato e poco affine ai concetti democratici. Per avere diritto di voto bisognava essere maschi, aver compiuto 25 anni e pagare almeno 20 fiorini di imposta sul reddito. La platea elettiva si restringeva così al 15% dei cittadini di Darmstadt, che sceglievano un collegio di plenipotenziari, cui era demandata la selezione di alcuni "grandi elettori", e a costoro finalmente competeva la nomina effettiva. Per peggiorare vieppiù le cose, si poteva essere deputati al Landtag (parlamento) solo se si pagavano almeno 100 Gulden di imposta sul reddito. A Darmstadt non c'erano più di 20 uomini con tale requisito.

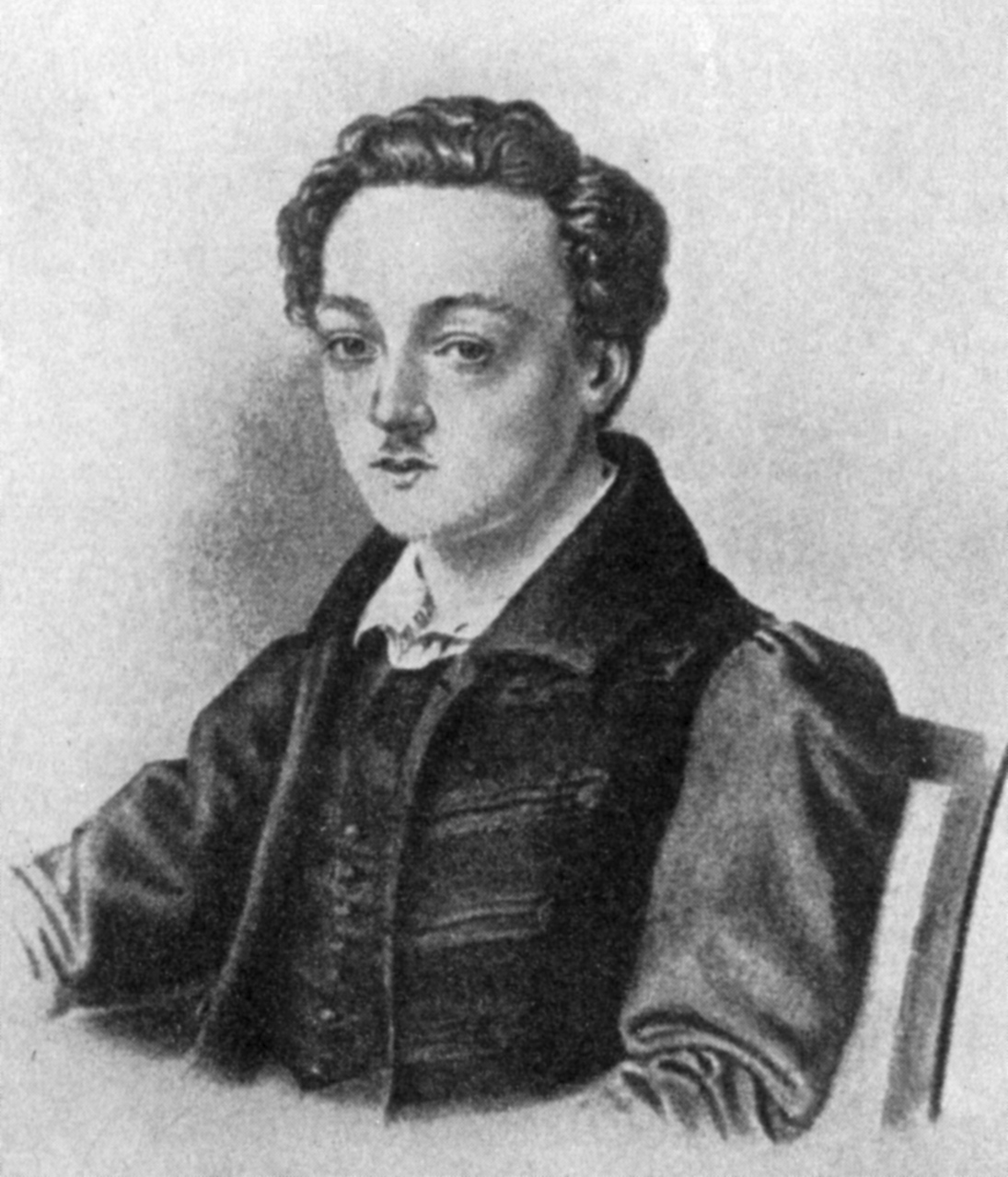
Georg Büchner

Ciononostante, il granducato parve in grado di attenuare gli effetti del burrascoso periodo che precedette e seguì il Vormärz. Nondimeno, durante il regno di suo figlio Luigi II nel 1830, a Darmstadt continuarono a prevalere le idee rivoluzionarie.
I primi giornali non politici si concentrarono sempre più sulla politica del tempo, fino a quando nel giugno 1834 fu pubblicato Der Hessische Landbote ("Il messaggero dell'Assia"), scritto da Georg Büchner e riveduto da Friedrich Ludwig Weidig; un testo che criticava aspramente il governo e la nobiltà del Lussemburgo, con il motto "Pace alle capanne! Guerra ai palazzi!" che incitava alla rivoluzione.
L'impopolare granduca Luigi II cercò di sfruttare la buona reputazione goduta dal padre presso i sudditi, dedicandogli un imponente monumento nella Luisenplatz, il Ludwigsmonument, soprannominato Langer Ludwig ("Luigi lungo"). Al culmine di questa fase di patriottismo locale, fu avanzata la proposta di cambiare il nome di Darmstadt in Ludwigsstadt. I commenti sarcastici con cui le forze liberali salutarono questa mossa dimostrarono tuttavia che la spinta delle idee rivoluzionarie non poteva essere affossata da costruzioni (seppur splendide) come il Ludwigsmonument.
Quando, all'inizio del 1848, l'agitazione popolare raggiunse livelli allarmanti, il granduca Luigi II associò al trono suo figlio Luigi III in veste di co-sovrano (5 marzo 1848). In conseguenza alla rivoluzione di marzo 1848, furono definitivamente aboliti i privilegi con la Gesetz über die Verhältnisse der Standesherren und adeligen Gerichtsherren ("Legge sulla condizione dei sovrani e dei nobili") del 15 aprile. Luigi III godeva di un grande consenso popolare e, dopo essere rimasto unico capo dello stato alla scomparsa del padre (16 giugno 1848), riuscì a difendere dalle incombenti idee socialiste e democratiche la figura istituzionale del Granduca.
Il 9 ottobre 1850, Luigi III, deludendo le speranze iniziali del movimento democratico, introdusse un sistema di voto censuario (a tre classi di ricchezza) ispirato al modello prussiano, che obiettivamente penalizzava ancor più i movimenti liberali e svelava l'atteggiamento reazionario assunto dal granduca, conclusa la stagione dei "fatti del '48".
Nel periodo seguente, soprattutto l'industrializzazione portò lo sviluppo alla città. Questo tra l'altro fermò temporaneamente l'impoverimento delle regioni svantaggiate, sgonfiando le vele della rivoluzione. Per esempio, nel 1848 l'impresa chimica-farmaceutica Merck KGaA costruì la sua prima fabbrica nell'odierna Mercksplatz.

### Impero tedesco e Prima guerra mondiale (1871–1918)

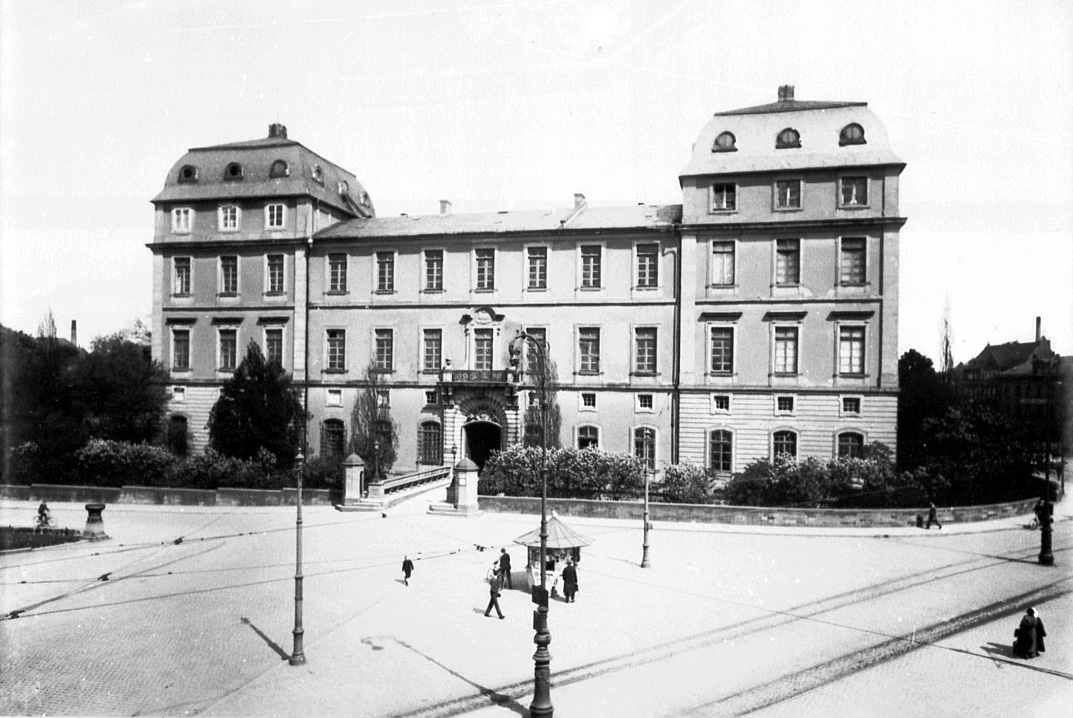
Il palazzo-castello di Darmstadt intorno al 1900

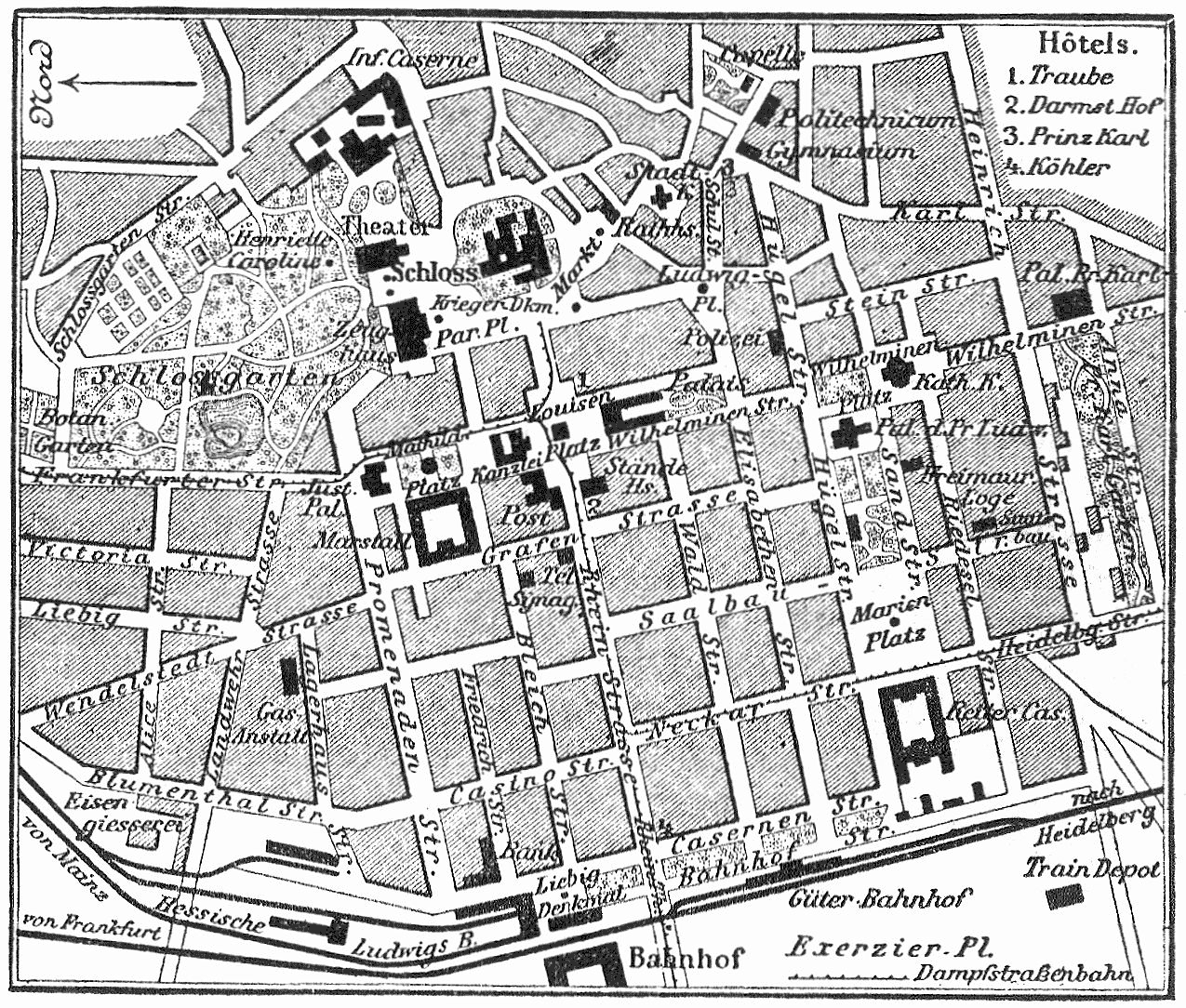
Mappa della città verso il 1888

Nella fase fondata dell'Impero tedesco, l'economia continuò a fiorire e la città crebbe così immensamente che Bessungen nel 1888 venne incorporata in Darmstadt.

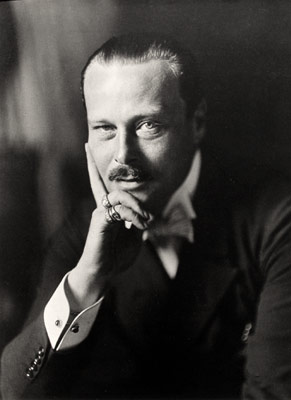
Il granduca Ernesto Luigi, foto del 1905

Già nel 1874 Darmstadt aveva ricevuto in nuovo ordinamento cittadino. Il consiglio comunale, che aveva sostanziosamente esteso i suoi diritti di autonomia, veniva eletto da tutti i cittadini residenti da più di due anni con il medesimo diritto di voto.
Fuori dalla vecchia città sempre più impoverita, si svilupparono insediamenti completamente nuovi, edifici rappresentativi, il museo e collegi. È degno di nota che nel 1889 Ernesto Luigi fondò sulla Mathildenhöhe una colonia di artisti, che sarebbe divenuta uno dei centri dell'Art Nouveau.
L'ultimo decennio del XIX secolo fu contrassegnato da boom economico, crescita demografica e una rinascita artistica-culturale, malgrado un certo scetticismo della classe politica verso la cultura. Soprattutto, era oggetto di critiche la promozione unilaterale di un particolare indirizzo artistico, a scapito del Kunstgewerbe (insieme delle arti decorative). In ogni caso, per il cittadino comune la "colonia di artisti" rimase un luogo pressoché inaccessibile. Già nel 1904 quello che era l'architetto della città dell'epoca, August Buxbaum, si compiaceva (benché ingannandosi) nel dire: "L'Art Nouveau è stata sconfitta," un chiaro segno che le ambizioni artistiche di Ernesto Luigi raccoglievano meno simpatie dai suoi contemporanei di quanto lasci supporre la postuma orgogliosa definizione di Darmstadt quale Jugendstilstadt ("città del Jugendstil").
Già prima dello scoppio della prima guerra mondiale l'attività edilizia era precipitata e la guerra congelò ogni accenno di sviluppo. Il granduca Ernesto Luigi ignorò del tutto gli epocali rivolgimenti politici rimanendo immerso in un surreale entusiasmo artistico. Dopo la rivoluzione di novembre (1918) si rifiutò di abdicare. Ciò nonostante, Darmstadt divenne la capitale del neonato Stato popolare d'Assia con una costituzione repubblicana.

## Storia recente (dal 1918)

### Repubblica di Weimar
Nel dopoguerra l'evoluzione di Darmstadt fu parallela al resto del Paese. Crisi economiche, interrotte da brevi riprese, provocavano scarsità di derrate alimentari, elevata disoccupazione e tensioni sociali. La carenza di abitazioni era sempre più grave, malgrado che si cercasse di costruirne di nuove. Con il manifestarsi della Grande depressione la situazione ovviamente peggiorò (e — come al solito — il fenomeno era perfino più aspro nella città vecchia).
Dal 1930 iniziò anche a Darmstadt la rapida ascesa del nazionalsocialismo. Nel 1931, alle votazioni del Land di Assia, il successo elettorale dei nazisti a Darmstadt fu notevolmente superiore alla media nazionale. La tradizionale egemonia politica della SPD (che perse significative quote di consenso) si interruppe, e numerose, talora violente manifestazioni inscenate da socialdemocratici, comunisti ed altri rappresentanti dei lavoratori e del movimento democratico non riuscirono in ogni caso a deviare il cammino del Paese verso il fascismo.
La sera del 30 gennaio 1933, il conferimento del cancellierato ad Adolf Hitler innescò spontanee marce di protesta del KPD e dell'SPD, seguite da altre manifestazioni e raduni nelle settimane successive, tra cui uno sciopero generale ostile alle nuove autorità. Questo movimento di protesta comunque terminò con le elezioni politiche del 5 marzo 1933, in cui metà dei cittadini di Darmstadt votò NSDAP.

### Nazismo e Seconda guerra mondiale

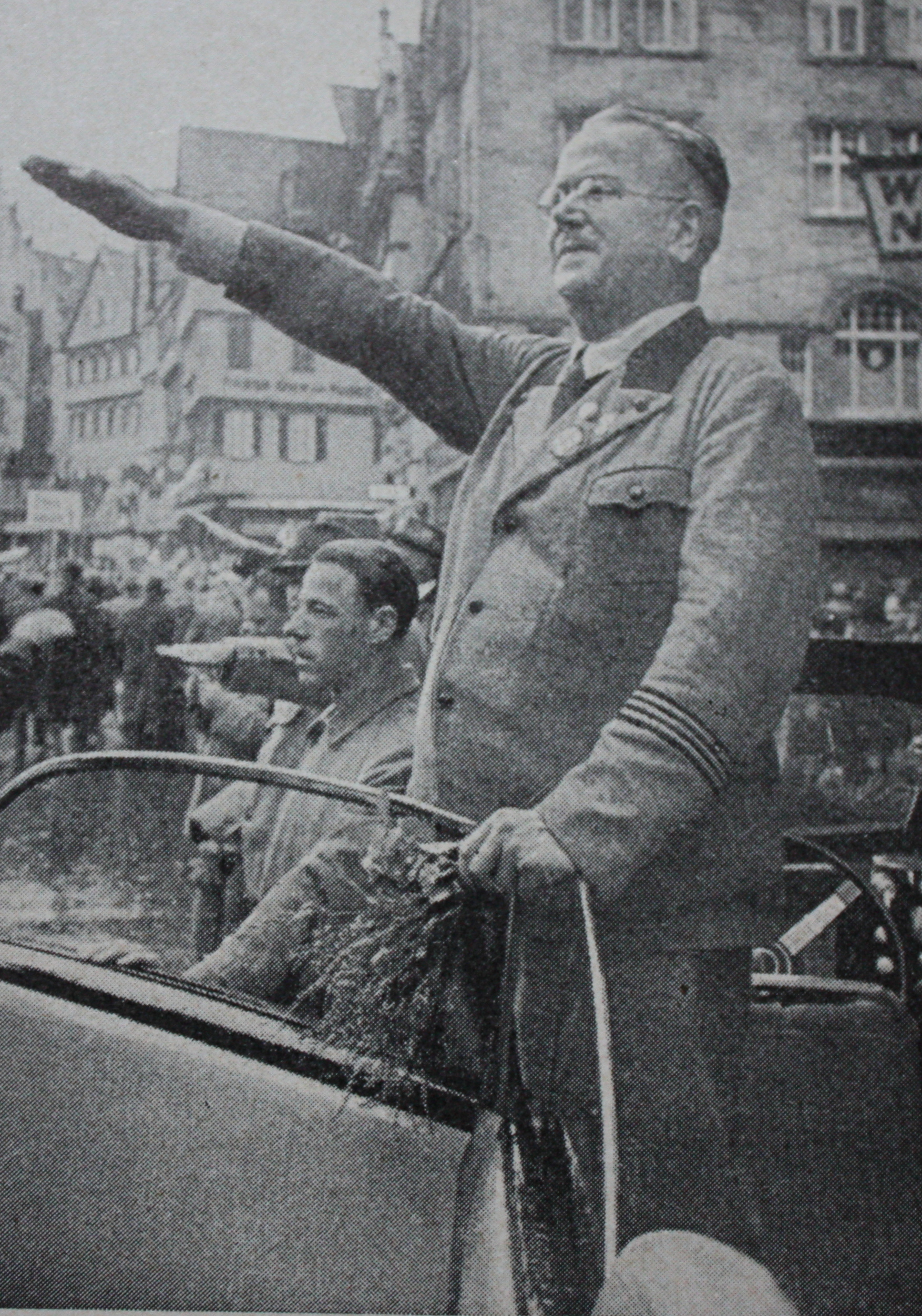
Ferdinand Werner nel 1938 a Stoccarda

Dopo le elezioni del marzo 1933, i nazisti eseguirono immediati arresti politici. Nel quadro di una deliberata campagna di normalizzazione, furono compiute su larga scala perquisizioni domiciliari e rimozioni di dirigenti "filo-repubblicani", "ebrei" e "non ariani". Vie e piazze furono rinominate secondo la nuova ideologia, ad esempio la Rathenau-Anlage divenne Horst-Wessel-Anlage e la Luisenplatz fu chiamata Adolf-Hitler-Platz. I giornali di opposizione divennero illegali.
Il 13 marzo, il parlamento dello stato di Assia, con i voti del NSDAP e del Centro (cattolici), elesse il politico nazista Ferdinand Werner come successore del presidente di Assia uscente, Bernhard Adelung (SPD). I deputati dell'SPD non parteciparono alla seduta per le insistenti minacce che i nazisti avevano formulato contro di loro.
Nel 1937 Darmstadt divenne una Großstadt grazie all'incorporazione di Eberstadt e Arheiligen. Inoltre, furono costruiti il Truppenübungsplatz Griesheim (centro di addestramento militare di Griesheim) con il relativo aeroporto e l'insediamento di Tann Darmstadt, con un'addizione totale di 7,8 km² (circa 25 %) alla preesistente superficie del comune.
Con la Cambrai-Kaserne, Freiherr-von-Fritsch-Kaserne, Leibgarde-Kaserne, Ernst-Ludwig-Kaserne e la Garde-Dragoner-Kaserne si aggiunsero cinque nuove caserme. Nella Notte dei cristalli (tra il 9 e il 10 novembre 1938) furono incendiate le sinagoghe in Bleichstraße, Friedrichstraße e ad Eberstadt. Al tramonto, squadre di SA e SS (a differenza degli incendiari, che forse avevano agito in modo spontaneo e disorganizzato) scorsero le strade e con furore cieco distrussero numerosi negozi e istituzioni ebraici. Commisero anche alcuni omicidi. Una ragazza ebrea, colta dal panico, si precipitò dalla finestra all'arrivo delle SA, e suo padre, reso folle dal dolore, si impiccò.

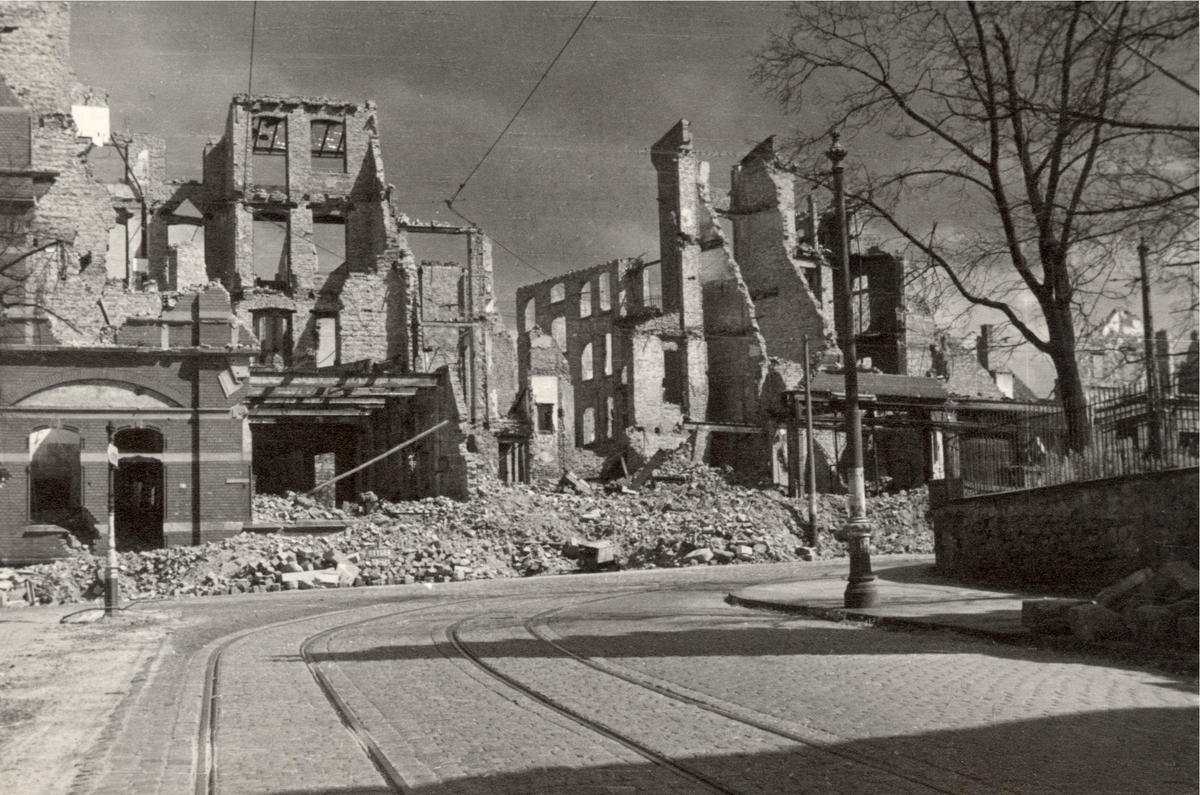
Kapellplatz con i danni di guerra della Brandnacht, 11 settembre 1944

L'8 giugno 1940 Darmstadt subì il primo di 36 bombardamenti aerei. Dall'estate del 1943 in avanti gli attacchi divennero quotidiani, fino a che nell'attacco dell'11-12 settembre 1944 — nella cosiddetta Brandnacht ("notte degli incendi") — la città fu ridotta ad un deserto di macerie da un'incursione particolarmente massiccia della Royal Air Force e conseguente tempesta di fuoco. Poiché l'attacco era stato portato alla parte interna della città, densamente popolata, morirono 11 500 persone. Circa 66 000 furono i senzatetto.
Complessivamente fu distrutto il 99% della città vecchia e interna, e il 78% del tessuto abitativo cadde interamente vittima del bombardamento. L'attacco aereo su Darmstadt, rapportato alla popolazione, provocò il secondo maggior numero di morti di tutte le incursioni dal cielo su città tedesche nella seconda guerra mondiale (il triste primato spetta invece al bombardamento di Pforzheim). Alla fine del conflitto, la città — quasi tutta ridotta in macerie — ebbe un totale di 12 300 caduti.
Il regime nazista sopravvisse per poco nella città martoriata, e la guerra terminò con l'occupazione da parte della 4th Armored Division statunitense, il 25 marzo 1945.

### Dopoguerra e ricostruzione

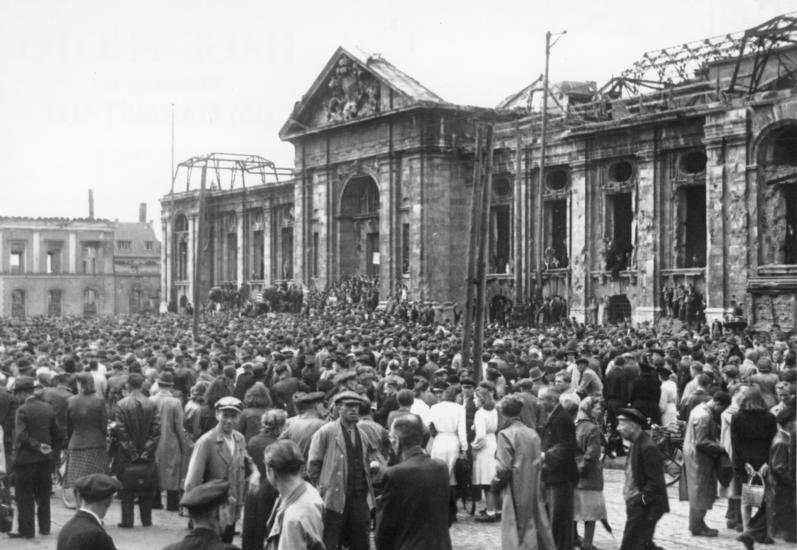
Manifestazione sindacale di fronte al distrutto Landesmuseum, 12 agosto 1948

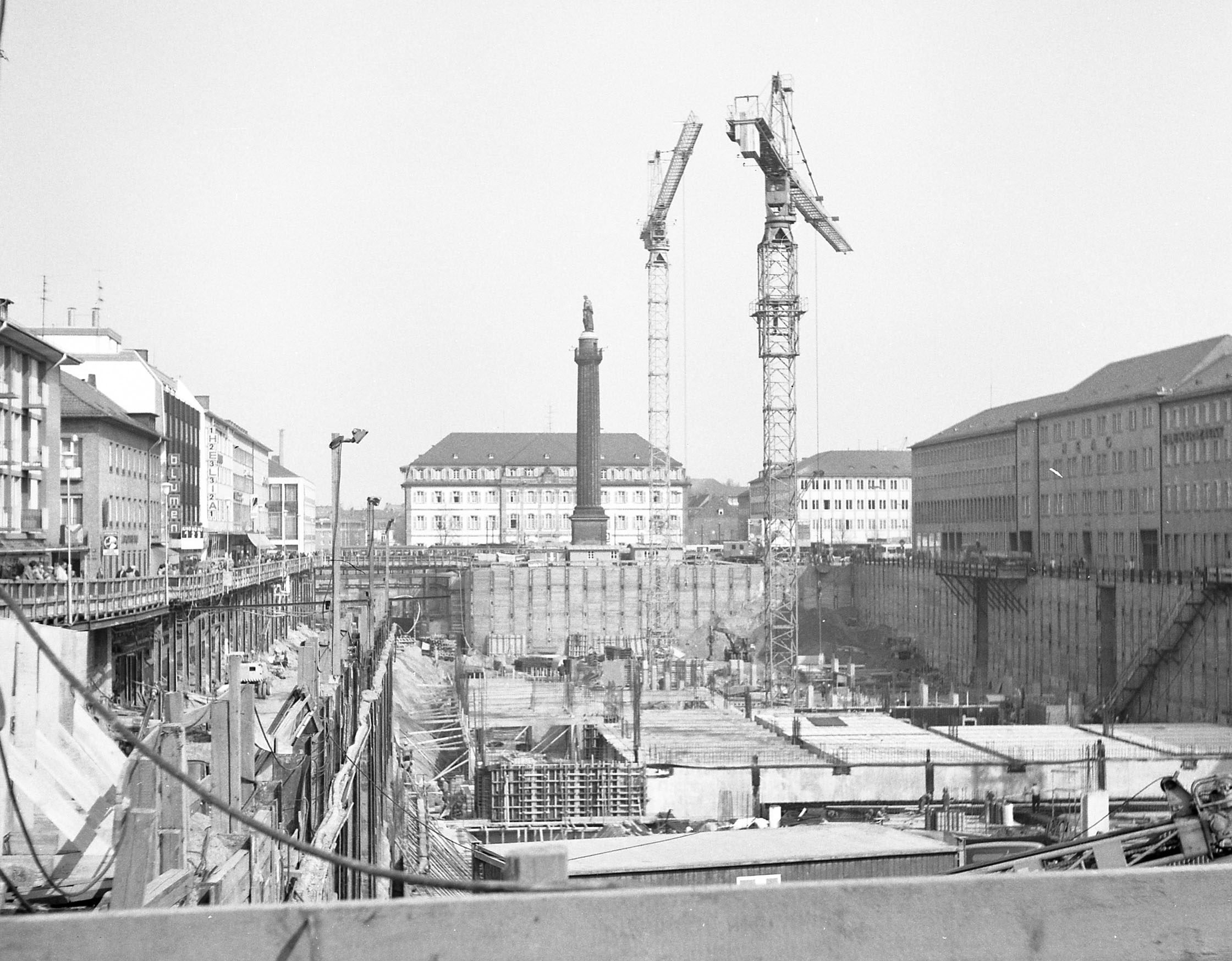
Cantiere di costruzione del Luisencenter (centro commerciale in Luisenplatz), primavera 1976

Terminata l'occupazione alleata, fu eletto sindaco Ludwig Metger (SPD). Dal 1946 la capitale del neonato stato di Assia non fu più Darmstadt, ma la ben più grande Wiesbaden.

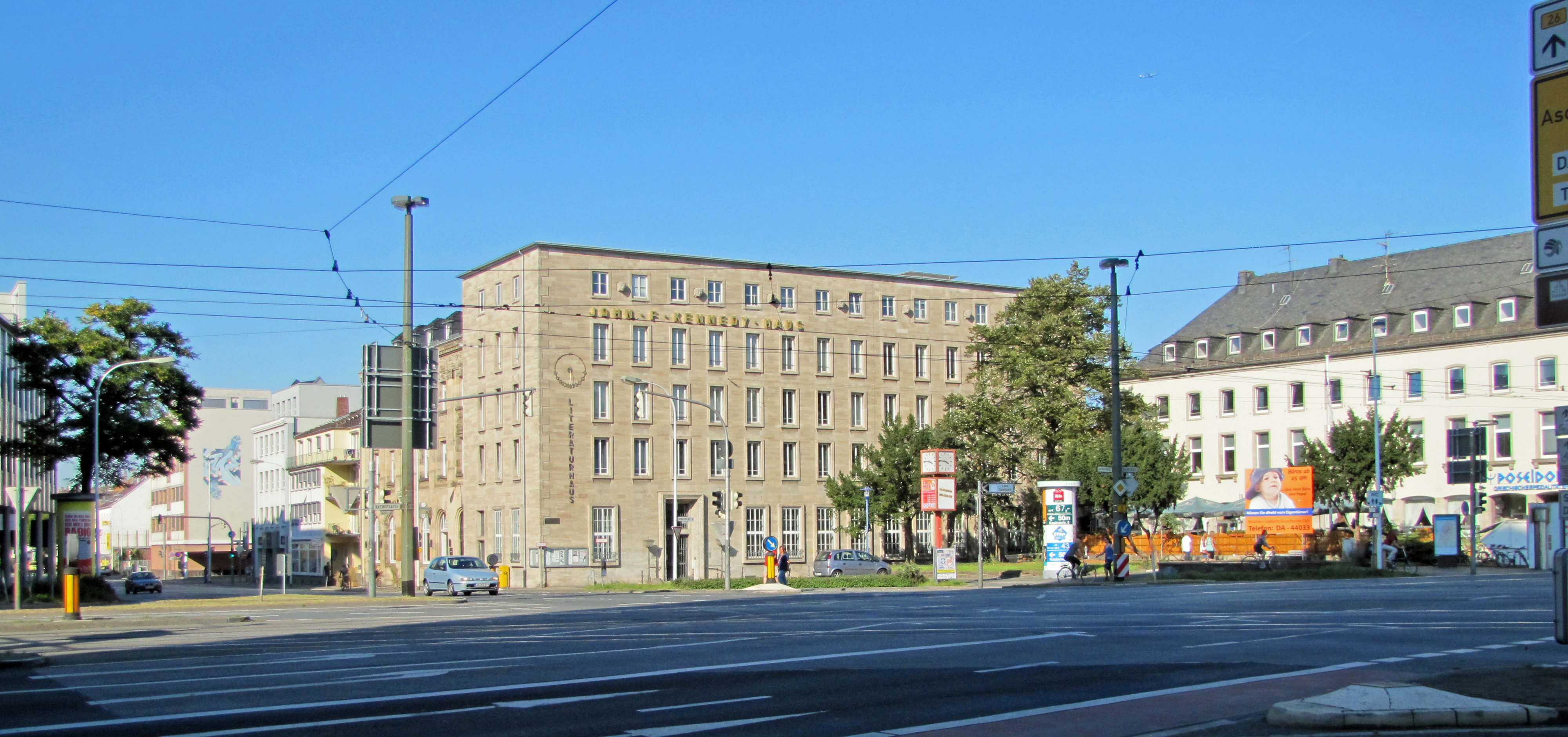
John-F.-Kennedy-Haus nella Kennedyplatz (Rheinstrasse, Darmstadt)

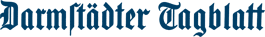
Testata del Darmstädter Tagblatt

Durante la ricostruzione della città, furono ripristinati i grandi edifici storici quali il castello, il municipio, la cattedrale ed il museo nazionale. La stessa città vecchia ebbe una nuova pianificazione urbanistica. L'antica lottizzazione — per lo più angusta — fu decisamente accantonata. Gli edifici residenziali assunsero un nuovo aspetto, peraltro recepito con giudizi discordi dalla cittadinanza. La parte nordorientale della città vecchia fu inoltre riprogettata per accogliere nuove ali delle sedi universitarie. I nuovi edifici furono eretti in forme più funzionali che estetizzanti, secondo l'uso del tempo. Il piano urbanistico era basato sull'idea di Peter Grund, dal 1947 capo dell'amministrazione municipale di Darmstadt, ovvero il sistema della "strada principale come un organismo." Più tardi materiale architettonico completamente intatto dovette cedere il passo, per esempio, nel Martinsviertel, cosa che oggi appare incomprensibile nel contesto degli enormi crimini di guerra.
Nel 1947-'48 fu attiva in città la scuola confessionale sionista Jüdische Berufsfachschule Masada (all'interno di una ex stazione ferroviaria, in Steubenplatz, pieno centro di Darmstadt).
L'Alte Amtsgericht, costruito nel 1905 e distrutto dalla guerra, fu in parte ricostruito.
Fino al 1970, Darmstadt ospitò il 6910th Security Wing (stormo) dell'Electronic Security Command statunitense.
Come nel mito della fenice, le rovine del vecchio teatro statale furono abbandonate come teatro, ma nel 1972 nella Wilhelminenplatz sorse un nuovo teatro al posto del Neues Palais signorile. Anche il palazzo antico (Alte Palais) di Luisenplatz, che era stato completamente distrutto nella sua essenziale sostanza, non fu ricostruito. Dopo un acceso dibattito fra la cittadinanza, nel 1977 fu costruito il centro commerciale Luisencenter. All'inaugurazione vi furono lanci di ortaggi per protesta. Solo la ricostruzione della vecchia sede di Pedagogia nel 1984 rappresentò una sorta di punto di svolta in questo contesto, e si verificò solo per l'intensa pressione di un'iniziativa civica. A quella data ormai il grosso di ciò che era rinato era stato consacrato ad un'estetica urbanistica ampiamente contemporanea.
Nel 1986 ripresero le pubblicazioni del Darmstädter Tagblatt, all'epoca il terzo quotidiano tedesco per anzianità di fondazione.

### Passato prossimo
Nel 1988 fu inaugurata la nuova sinagoga, e perciò attualmente la città ha di nuovo una comunità ebraica attiva. Darmstadt è tuttora l'unica città tedesca che abbia offerto una nuova sinagoga alla comunità ebraica come gesto di riconciliazione.
In considerazione delle sue numerose istituzioni di ricerca, nazionali ed internazionali, nell'agosto 1997 Darmstadt ha ricevuto dal Ministero degli interni dell'Assia il titolo di Wissenschaftsstadt ("Città della scienza").
Il 23 settembre 2008 la città ha ricevuto dal governo federale il titolo di Ort der Vielfalt ("Luogo della diversità").

## Sovrani di Darmstadt

### Langravi di Assia-Darmstadt (1568–1806)
| 1568–1596 | Giorgio I                                |
| 1596–1626 | Luigi V                                  |
| 1626–1661 | Giorgio II                               |
| 1661–1678 | Luigi VI                                 |
| 1678      | Luigi VII                                |
| 1678–1739 | Ernesto Luigi                            |
| 1739–1768 | Luigi VII.                               |
| 1768–1790 | Luigi IX                                 |
| 1790–1806 | Luigi X (dal 1806 come granduca Luigi I) |

### Granduchi d'Assia (1806–1918)
| 1806–1830 | Luigi I (in precedenza langravio Luigi X) |
| 1830–1848 | Luigi II                                  |
| 1848–1877 | Luigi III                                 |
| 1877–1892 | Luigi IV                                  |
| 1892–1918 | Ernesto Luigi                             |

## Tesi, leggende e spiegazioni sull'origine del nome Darmstadt
L'inesplicabile toponimo ha condotto nel corso dei secoli a differenti spiegazioni, interpretazioni etimologiche e leggende.

### Wildhübner Darimund
Dalla metà del XIX secolo, si sviluppò la tesi del Wildhübner Darimund come patrono (eponimo) della città. Si basa sulla più antica annotazione documentata dall'XI secolo Darmundestat, che è interpretata come il "posto di Darimund." Questa pur popolarissima tesi, tuttavia, presenta alcune difficoltà. Per esempio, è stato sostenuto strenuamente che Darimund fosse originario del Wildbann Dreieich. Ma il Wildbann Dreieich non emerse fino alla metà del X secolo, laddove la fondazione di Darmstadt oggi si colloca tra l'VIII ed il IX secolo. Se non bastasse, è improbabile che un semplice ufficiale del re potesse aver dato il proprio nome ad un insediamento. Questo era consueto solo per le fattorie, ma in quel tempo e luogo avrebbe avuto il suffisso -heim; gli insediamenti aggiungevano la terminazione -stadt piuttosto per qualche specificità. Inoltre il nome Darimund era probabilmente raro presso i franchi. È verosimilmente una variante di Thorismund, nome derivato da quello di un re visigoto.

### Insediamento sul passaggio fortificato
Questa tesi fa derivare la sillaba dar dal (supposto) indogermanico tar, che indicherebbe un passaggio, con munt per "protezione" e stat a significare "sito". In questo caso, Darmundestat sarebbe stato il "sito del passaggio fortificato". Poiché si può ipotizzare che Darmstadt fungesse da avamposto per proteggere Francoforte dagli alemanni, questa potrebbe essere una designazione pertinente, dato che Darmstadt giace su una delle più importanti vie per raggiungere Francoforte da sud (la regione degli alemanni).

### Trajansstadt
Nel tentativo probabilmente più antico di spiegare il nome Darmstadt, si vorrebbe identificarne la causa nell'imperatore romano Traiano. Ne sarebbe quindi stata origine un'imprecisata fortificazione romana chiamata Munimentum Traiani, che sarebbe asseritamente esistita intorno al 360 AD nella zona della riva destra del Reno, facendo fede sui racconti di Ammiano Marcellino. Il caposaldo topografico avrebbe subito una progressiva corruzione ortografica: Trajani Munimentum, Tramunimentum e Tramundestat Darmundestat. Atteso che oggi si ritiene che Darmstadt sia stata fondata dai franchi, questa interpretazione non è più in voga.

### Darmbach
Fino alla metà del XIX secolo la spiegazione più diffusa suggeriva che Darmstadt derivasse dal Darmbach, il fiumiciattolo che anticamente scorreva sulla piazza del mercato cittadina. Ecco quindi una motivazione "logica" del perché si diceva — in principio — Darmundstat: Da ("là", in tedesco) dove il Darm[bach] mündet ("sfocia"; quindi, di seguito, "Là+dove+il_Darm+sfocia"). Poiché tuttavia è stato dimostrato che il ruscello ha preso il nome dalla città (e non viceversa) non prima del XVIII secolo, questa suggestiva etimologia popolare va annoverata tra le leggende.

### Dambstadt
Questa tesi fa derivare il nome dalla grafia Dambstadt, che è documentata in qualche periodo. Questa parola sarebbe a sua volta collegata all'antico alto tedesco tamo ("cervo") che potrebbe alludere ad una specie caratteristica della foresta e della zona di Darmstadt. Nondimeno, anche questa proposta presenta difficoltà, in primo luogo perché la più antica denominazione conosciuta, Darmundestat, contiene già una "r" nella prima sillaba (sicché difficilmente potrebbe provenire da tamo), rd in secondo luogo perché non spiega il suono munde.

### Località sul Moorbach
Un altro tentativo di identificare il Darmbach come fonte del nome attuale, muove dal considerare darm come una forma arcaica per Moor. Il secondo suono unde corrisponde analogamente all'antico alto tedesco anda e significa "flutto" ovvero "onda". Coerentemente a tale assunto, Darm-Unda-Stadt sarebbe quindi stato un "insediamento presso il Moorbach", che probabilmente avrebbe descritto piuttosto bene Darmbach all'epoca dei franchi.

### Eichenberg
Qui, la prima sillaba dar viene fatta discendere dall'antico gallese dar nel senso di "quercia" e munde dal pre-germanico mont nel senso di "montagna". L'insediamento originario viene posto ad est dell'odierno castello di Darmstadt su una collinetta. In alcuni centri rurali esistevano antichi e venerati alberi, in gran parte querce. Questo darebbe ragione del nome Eichenberg, anche se in maniera piuttosto artificiosa.

### Darmunda
Questa leggenda (priva di ogni fondamento storico) narra che di una certa contessa Darmunda, innamoratasi di un cavaliere povero contro il volere del padre di lei. Ella fuggì con il suo cavaliere trovando riparo in una capanna nella foresta. Successivamente, Darmunda si riconciliò con il padre, ed il conte costruì un castello di caccia, nel luogo oggi occupato dal castello-palazzo di residenza. Sempre secondo questo mito, la capanna di Darmunda sarebbe stata il Bauernhäuschen, un misterioso edificio sulla facciata settentrionale del castello, la cui precisa funzione non è mai stata chiarita (ma probabilmente è un relitto del castello che pre-esisteva all'attuale).

### Armstadt
Un'altra diceria analoga, probabilmente la più diffusa, è una storia descritta dal bibliotecario di corte Philipp A.F. Walther nel 1857 con il termine possirlich. Secondo tale racconto, Darmstadt in origine si chiamava Armstadt e (Groß-)Umstadt si chiamava Dummstadt. E siccome gli abitanti della prima non volevano essere poveri, né quelli della seconda erano stupidi, le due località si trasferirono la "D" iniziale, in tal modo Armstadt divenne Darmstadt, e Dummstadt divenne Umstadt. La leggenda non spiega come avrebbero fatto le persone di Darmstadt a non accorgersi che la loro città era divenuta un organo digestivo.